# Maultašne
Maultašne  su specijalitet švapske kuhinje, vekovne tradicije, poznato i omiljeno i izvan granica pokrajine Badenvirtemberg.  To su torbice od testa pravougaonog ili uvijenog oblika,  punjene mlevenim  mesom, lukom i natopljenim hlebom. U mnogim porodicama, postoje posebni recepti, koji koriste dodatne sastojke kao što su kuvana šunka, spanać, pršuta, kobasica ili mlevena govedina.  Švapske Maultašne su od 23. oktobra 2009. godine zaštićene od strane EU i spadaju u kategoriju "zaštićeno geografsko poreklo" To znači da se najmanje jedna faza proizvodnje - proizvodnja, prerada ili priprema - realizuje u regionu porekla.

## Priprema
Sastojci nadeva se pripremaju i mešaju prema receptu i formiraju glatku masu. Tako pripremljen nadev se zatim rapoređuje na razvijenom test u obliku dugih traka širine oko 5 cm koje se zatim uvija i seče u željeni oblik.
Tako pripremljene maultašne se zatim nekoliko minuta kuvaju u slanoj vodi ili bujonu. Kuvane maultašne se vade iz vode i serviraju na jedan od sledećih načina:
- Kao dodatak raznim čorbama
- Dinstane u maslacu prelivene proprženim lukom uz krompir salatu
- Pečene u tiganju takođe uz dodatak luka ili jaja

## Legenda o nastanku
O nastanku ovog jela postoji  više legendi.
Jedna od njih kazuje da su na ovaj način monasi iz manastira Maulbrona za vreme posta pokušali da zavaraju trag mesu i prevare Gospoda Boga, što se još može zaključiti i iz drugog naziva ovog jela rasprostranjenog kod seoskog življa koji u originalu glasi „Herrgottsbscheißerle“, što bi u slobodnom prevodu značilo prevara Gospoda Boga.
Prema drugom izvoru su švapske maultašne samo kopija poznate italijanske testenine poznate pod nazivom ravioli i tortelini. U okolini manastira Maulbron je u to doba živelo mnogo protestanata izbeglih iz severne Italije koji su verovatno recept za ovo jelo doneli sa sobom u ovaj južni deo Nemačke gde su se nastanili.
Bez obzira na poreklo, maultašne su ranije pretsavljale jelo siromašnih ljudi jer su se za punjenje mogli iskoristiti ostaci jela prethonog dana.

## Poreklo
Poreklo reči maultaše datira još iz 16. veka kada je imala značenje „šamar“ pri čemu se drugi deo ove reči  „tatschen“ tumači kao udarati, tući, preko asocijacije za „oteklo“ npr. obraz nakon šamaranja po čemu je ovo jelo kasnije dobilo ime.
Druga pretpostavka  se odnosi na legendu o monasima iz manatira Maulbron pri čemu bi se reč „Maultasche“ odnosila na skraćenu verziju  „Maulbronner Taschen“ (Maulbronske tašne).

## Rasprostranjenost
Maultašne su u današnje vreme raprostranjene i poznate kao specijalitet i van granica pokrajine Badenwirtemberg iz koje su potekle. Širom Nemačke se mogu kupiti kao gotovo jelo i za kratko vreme i veoma jednostavno se mogu pripremiti u vidu ukusnog obroka.
Širom sveta postoje jela koja su veoma slična švapskim maultašnama kao na primer već pomenuti italijanski ravioli i tortelini, zatim ruski pelmeni ili varenki i poljske piroge. Čak i u Kini postoji slično jelo pod imenom van-tan.
U Frajbergu na reci Nekar se svake jeseni tradicionalno slavi praznik maultašni kada se u okrugu Bajersbron bira kraljica maultašni što u ovom kraju pretstavlja određenu turističku atrakciju. Značajnu turističku ulogu ima „put maultašni“ oko istorijskog gradića Bad Uraha koji turistima pruža nestvaran uvid u prelepe pejzaže a ovaj specijaltet se nalazi na jelovniku skoro svakog restorana u ovoj nemačkoj pokrajini.

## Spoljašnje veze
Recepti